# (5198) Fongyunwah
(5198) Fongyunwah es un asteroide perteneciente a la familia de Temis en el cinturón de asteroides, descubierto el 16 de enero de 1975 por el equipo del Observatorio de la Montaña Púrpura desde el Observatorio de la Montaña Púrpura, Nankín (China).

## Designación y nombre
Designado provisionalmente como 1975 BP1. Fue nombrado Fongyunwah en honor a Fong Yunwah, amigo y vecino del descubridor, Yang Jiexing, al que inició en la astronomía siendo un niño.

## Características orbitales
Fongyunwah está situado a una distancia media del Sol de 3,114 ua, pudiendo alejarse hasta 3,623 ua y acercarse hasta 2,605 ua. Su excentricidad es 0,163 y la inclinación orbital 2,104 grados. Emplea 2007,46 días en completar una órbita alrededor del Sol.
Los próximos acercamientos a la órbita terrestre se producirán el 16 de septiembre de 2022, el 12 de octubre de 2032 y el 15 de noviembre de 2042.

## Características físicas
La magnitud absoluta de Fongyunwah es 12,5. Tiene 17 km de diámetro y su albedo se estima en 0,093.